# Alaküla (Kastre)
Alaküla is een plaats in de Estlandse gemeente Kastre, provincie Tartumaa. De plaats heeft de status van dorp (Estisch: küla).
De plaats lag tot in oktober 2017 in de gemeente Haaslava. In die maand ging de gemeente op in de fusiegemeente Kastre.

## Bevolking
De ontwikkeling van het aantal inwoners blijkt uit het volgende staatje:
| Jaar            | 2000 | 2011 | 2017 | 2019 | 2020 | 2021 |
| --------------- | ---- | ---- | ---- | ---- | ---- | ---- |
| Aantal inwoners | 5    | 7    | 9    | 7    | 6    | 11   |

## Ligging
Alaküla ligt tegen de grens tussen de provincies Tartumaa en Põlvamaa aan. Ten zuiden van de grens ligt de gemeente Põlva vald. De rivier Mõra vormt de grens met de westelijke buurdorpen Aadami en Uniküla. De rivier Luutsna ontspringt op het grondgebied van Alaküla.

## Geschiedenis
Alaküla werd pas in 1923 voor het eerst genoemd als dorp op het vroegere landgoed van Vastse-Kuuste. Het dorp was voordien het noordelijk deel van het buurdorp Logina. Dat deel heette Logina, terwijl Logina zelf Alaküla heette. De dorpen werden vanaf dat moment Ala I en Ala II genoemd. In 1977 werd Ala II omgedoopt in Logina. Het ligt nu in de gemeente Põlva vald. Ala I werd bij Uniküla gevoegd. In 1997 werd het weer een zelfstandig dorp, nu onder de naam Alaküla.